# کارنوال ولر
کارنوال ولر (به انگلیسی: Carnival Valor) یک کشتی است که طول آن ۹۵۲ فوت (۲۹۰٫۲ متر) می‌باشد. این کشتی در سال ۲۰۰۴ ساخته شد.